# Каталонська компанія
Каталонська компанія або Велика каталонська компанія (кат. Gran Companyia Catalana, лат. Exercitus francorum, Societas exercitus catalanorum, Societas cathalanorum, Magna Societas Catalanorum) — компанія арагонських найманців на чолі з італійським авантюристом і кондотьєром Рожером де Флор, що на початку XIV століття була найнята Візантійським імператором Андроніком II Палеологом для боротьби з тюркськими бейликами, які на той час підпорядкували собі майже усю візантійську Анатолію. Компанія була сформована з альмогаварів, ветеранів Війни Сицилійської Вечірні, які залишилися на Сицилії без роботи після підписання в 1302 році Кальтабеллоттського миру між представниками Арагонської корони, які контролювали острів Сицилія зі столицею в Палермо, та представниками французької Анжу-Сицилійської династії, які контролювали материкову частину колишнього королівства зі столицей у Неаполі.
Після череди перемог над турками, у Компанії виник конфлікт з Андроніком і вона розпочала свою власну війну тепер вже проти візантійців. Компанія захопила і спустошила візантійську Фракію, після чого перемістилась далі на захід у Грецію де також після череди конфліктів в 1311 році захопила владу в Афінському герцогстві хрестоносців та додатково заснувала на захоплених землях навколо сусідніх Фів Неопатрійське герцогство. Обидва герцогства залишалися в руках Великої Компанії як васали Арагонської Корони до 1388—1390 років, коли вони зазнали поразки від Наваррської компанії під командуванням Педро де Сан-Суперано, Хуана де Уртубія та флорентійських військ Неріо I Аччаюолі з Коринфа.

## Створення Компанії

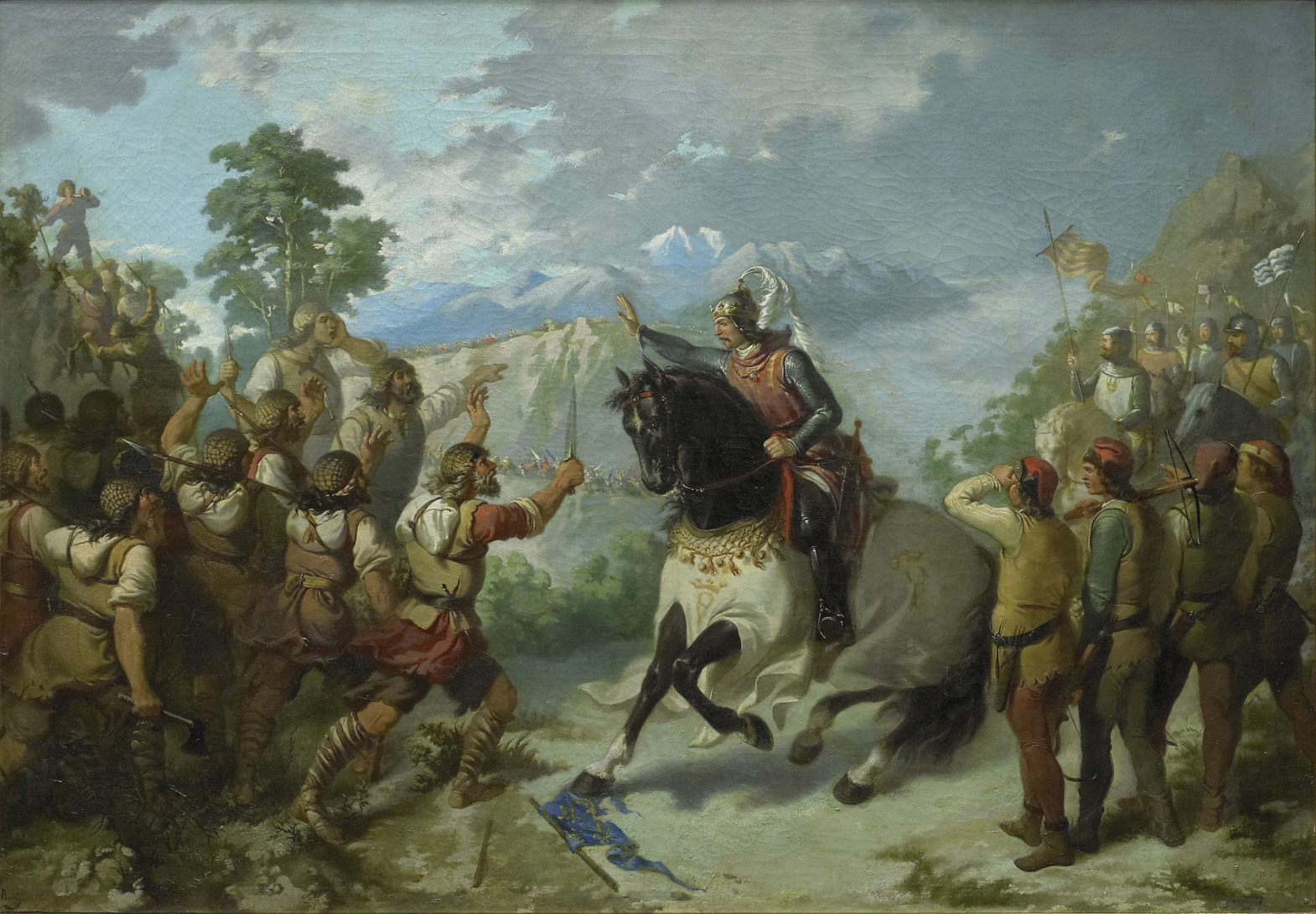
Педро Великий зі своїми альмогаварами в битві на Коль де Панісар. Бартомеу Рібо Терріз (1866)

Протягом XIII століття регулярні військові битви під час Реконкісти призвели до формування на Піренейському півострові елітної легкої піхоти, відомої як альмогавари. Зазвичай альмогавари об'єднувалися в групи або компанії (societates) із 20 до 50 осіб, які очолювались лідером, що мав загальновизнаний військовий авторитет. Арагонська корона досить ефективно використовувала ці війська для своїх імперських війн у Середземномор'ї, зокрема для війни Сицилійської вечірні. Підписання миру в Кальтабеллотті в 1302 році припинило цю війну на Сицилії, залишивши альмогаварів без поточної роботи. Король Арагону Хайме II і його брат король Сицилії Фредерік III усвідомлювали, яку загрозу безробітні альмаговари становлять для громадського порядку в їх землях.
Враховуючи відсутність роботи на Сицилії і дома в Арагоні, італійський найманець та аванюрист Рожер де Флор, колишній тамплієр та один із очільників альмаговарів на службі у Фредеріка III, запропонував в році свої послуги візантійському імператору Андроніку II Палеологу і на початку 1303 року прибув на чолі свого війська найманців до Константинополя. Після поразки в 1302 році від османів у Бафейській битві, Візантія потерпала від спустошень, які їй почали завдавати різноманітні анатолійські тюркські бейлики, що сформувались в Малій Азії на руїнах Сельджуцької імперії. Хоча Фредерік III хотів би залишити частину альмаговарів  для захисту Сицилії, за звичаєм їх не можна було змусити це зробити і багато альмогаварів були завербовані до «Компанії компаній», яку заснував Рожер де Флор для надання послуг візантійському імператору.
Ця організація була названа критичними до неї Анжуйською та Папською канцеляріями як [Magna] Societas [exercitus] Catalanorum ([Велика] Каталонська [військова] компанія). Сицилійська канцелярія називала їх Francorum, «франками», а не «каталонцями», на знак поваги до некаталонських членів компанії. Проте письмові документи Компанії були переважно написані каталонською мовою.

## Прибуття до Константинополя

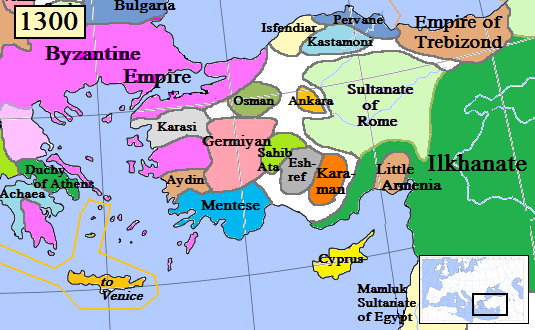
Державні утворення в Анатолії станом на 1300 рік

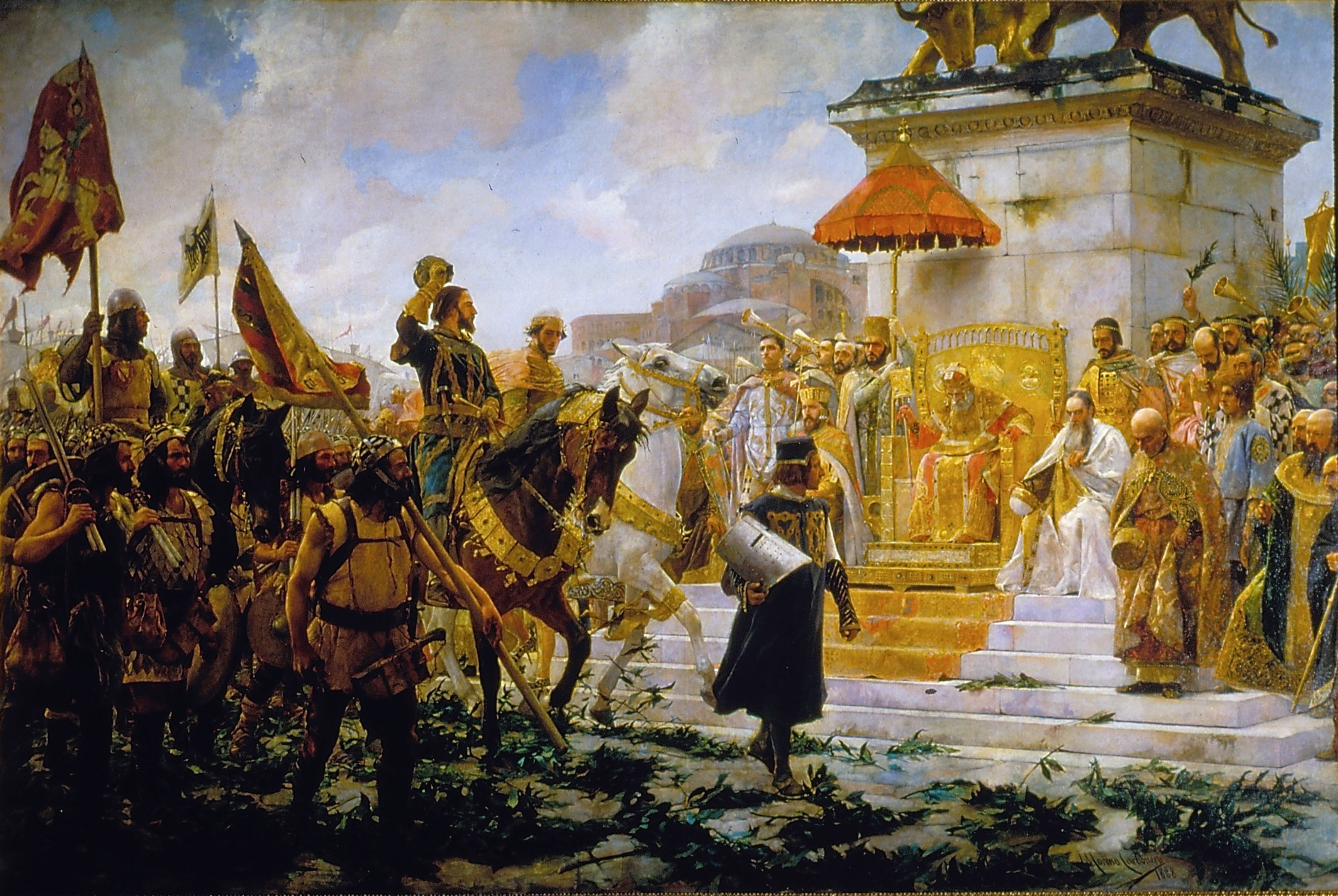
Прибуття Рожера де Флора та Каталонської компанії до Константинополя. Хосе Морено Карбонеро (1888)

Станом на 1300 рік в руках турецьких завойовників опинилась майже уся Мала Азія (Анатолійський півострів). Після поразки в 1302 році візантійців від османів у Бафейській битві, нечисленні малоазійські міста, що ще знаходились в руках візантійців, такі як Нікея, Нікомедія, Бурса, Сарди, Філадельфія та Магнезія були взяті тюрками в облогу. Шукаючи допомоги від європейських королівств, візантійський імператор Андронік II Палеолог запропонував Рожеру разом з армією альмогаварів під його командуванням перейти на службу Візантії.
Наприкінці 1302 року Велика каталонська компанія вирушила з сицилійської Мессіни на 36 кораблях (включаючи 18 галер). Згідно даних Рамона Мунтанера, до складу Компанії увійшло близько 8000 чоловік (1500 кінноти, 4000 піхотинців альмогаварів і точно невизначена кількість слуг і допоміжного персоналу). Точні цифри є предметом суперечок. Пізніші історики Франсіско де Монкада та Джорджу Пакімеру довіряли цифрам, наведеним Рамоном Мунтанером, але тогочасний візантійський історик Никифор Грегора наводить загальну кількість прибулих лише в 1000 чоловік.
Після короткої зупинки в Монемвасії в січні 1303 року, Компанія прибула до Константинополя, де була прийнята імператором Андроніком II Палеологом і розміщена в районі Влахерни. Імператор влаштував весілля Роже де Флора зі своєю племінницею, 15-річною принцесою Марією Асень, дочкою болгарського царя Івана Асеня III та Ірини Палеологіни. Де Флор отримав титул Великий Дука (Megas Doux) і посаду командувача візантійськими військами.
Прибуття цього нового контингенту найманців порушило баланс сил, який склався у Візантійській імперії. Їх поява особливо роздратувала генуезців, які  мали набільші серед європейців привілеї у Візантії і сприйняли прибуття Каталонської компанії як вторгнення Барселонсьго дому в зону впливу Генуезької Республіки, яким генуезці вважали Візантійську імперію. Збройний конфлікт не забарився і біля 3000 генуезців було вбито (включно з їхнім лідером Россо дель Фінаром) у так званій «генуезькій різні» в Константинополі у вересні 1303 р.

## Походи в Анатолію

### Битва на Кізіку (1303)

Карта походів та битв Каталонської компанії в Анатолії в 1303—1304 роках, до загибелі Роже де Флора

Після цих інцидентів і  імператор наказав Роже де Флору якнайшвидше перемістити його альмогаварів на бойовий фронт в Анатолії (на території сучасної Туреччини). Доставлені туди на флоті під командуванням каталонського адмірала Феррана д'Онеса, війська Рожера де Флора висадилися на мисі Артаке, поблизу руїн стародавнього Кізіка. Невдовзі вони здобули велику перемогу над турками-карасидами у битві на Кізіку в жовтні 1303 року. Альмогавари здійснили раптовий напад на турецький табір Огуз, розташований на мисі Артаке, знищивши близько 3000 кавалеристів і 10 000 піхотинців і захопивши в полон багато жінок і дітей.
Після цієї перемоги Рожер де Флор вирішив відкласти запланований похід до обложеного міста Філадельфія і провів зиму на мисі Артаке, позиції, яка забезпечувала хороший захист і зручні засоби постачання. У цей період Ферран Ейсіменіс д'Аренос тимчасово покинув компанію після розбіжностей з Роже де Флор і перейшов на службу до герцога Афінського. Роже де Флор, з іншого боку, скористався затишшям, щоб вирушити зі своєю дружиною на чотирьох галерах до Константинополя, щоб отримати від імператора платню та обговорити з ним наступну кампанію. Андроник II з радістю заплатив Роже де Флор та доручив йому звільнення Філадельфії.
Повернувшись до Кізика, Роже де Флор виявив, що його недисципліновані війська вже витратили суму, що вдвічі або втричі перевершивала їх платню і зайнялись грабунком місцевого населення. Грецькі історики кажуть, що регіон навколо Кізіка був спустошений грабунками альмогаварів, дійшло до того, що сестрі імператора Андроніка довелося прибути в місто, щоб закликати Рожера негайно залишити Кізик та перемістити свої війська до Філадельфії.

### Битва під Герме
Кампанія 1304 року почалася з місячним запізненням через безперервні суперечки між альмогаварами та їх союзниками аланами, які призвели до вбивства біля 300 аланів. Нарешті, на початку травня Роджер де Флор на чолі з 6000 альмогаварів і 1000 аланів розпочав кампанію по звільненню Філадельфії від облоги військами Якупа бін Алі Шира, правителя Герміянідів з могутнього емірату Герміян-оглу. Через кілька днів альмогавари прибули до візантійського міста Ахіраус і спустилися долиною річки Кайкос, поки не прибули до міста Герме (нині відомого як Сома), візантійського укріплення, яке раніше було захоплене турками. Турки, які були там, намагалися втекти якнайшвидше, але їхній ар'єргард був атакований і розбитий військами Рожера де Флора в Битві при Герме.

### Битва при Олаксі та звільнення Філадельфії
Після перемоги під Герме, Компанія продовжила свій марш, пройшовши через Хліару (сучасний Кіркагач) і Тіатир і увійшовши в долину річки Гедиз. По дорозі вони зупинялися в різних місцях, звинувачуючи місцевих візантійських намісників за їхню нерішучість. Рожер де Флор навіть планував повісити деяких із них, зокрема болгарського капітана Храніслава, який врешті отримав помилування.
Дізнавшись про наближення армії Великої Компанії, Бей Якуп бін Алі Шир, голова коаліції турецьких військ з бейликів Герміян та Айдин, вирішив зняти облогу Філадельфії та зустріти Компанію в Олаксі, зручному для битви місці, на чолі армії з 8 тис. кавалерії та 12 тис. піхоти.
Роже де Флор особисто очолив кавалерію Компанії, розділивши її на три контингенти (алани, каталонці та ромеї), тоді як Корбаран Алетський очолив піхоту. В битві при Олаксі каталонці здобули велику перемогу над турками і лише 500 турецьким піхотинцям і 1000 кавалеристам вдалося втекти живими. Після цієї битви де Флор тріумфально в'їхав у Філадельфію, був прийнятий її магістратами та єпископом Теолептом.
Уже виконавши головну місію, доручену йому імператором, Роже де Флор вирішив зміцнити оборону Філадельфії, завоювавши сусідні фортеці, що потрапили в руки турків. Тож альмогавари рушили на північ до фортеці Кула, змусивши турків, які були там, втікти. Грецький гарнізон Кули прийняв де Флора як визволителя, але він, не розуміючи, як, здавалося б, неприступна фортеця могла потрапити в руки турків без бою, обезголовив губернатора, а командира гарнізона повісив. Такі ж суворі заходи були вжиті, коли через кілька днів альмогавари взяли укріплення Фурнес, розташоване північніше. Після цього де Флор повернувся зі своїми військами до Філадельфії, щоб вимагати оплати за свою успішну кампанію.

### Окупація Магнезії
Відтак капітани Компанії вирішили напасти на приморські тюркські території. З Філадельфії компанія відступила через долину річки Ермос і увійшла в префектуру міста Магнезія (сучасна Маніса), єдиної території Анатолії, яка залишилася під контролем візантійців. Магнезія мала міцні стіни і була за кілька миль від острова Хіос, де стояв флот каталонської компанії під командуванням Феррана д'Онеса. За таких обставин Роже де Флор вирішив зайняти місто і розташувати там свою штаб-квартиру, переправити туди свою військову здобич і розмістити там гарнізон  частини своїх військ. Ша переконання візантійців, Роже де Флор почав діяти не стільки як найманець або воєначальник, скільки як намісник усієї Анатолії, чим викликав ворожість з боку префекта Ностонгоса Дукаса та губернатора міста Магнезія Деметрія Аталіота. Ностонгос Дукас вирушив до Константинополя, щоб доповісти про ситуацію імператору і його доповідь неабияк перелякала імператорській двір.

### Тірська битва

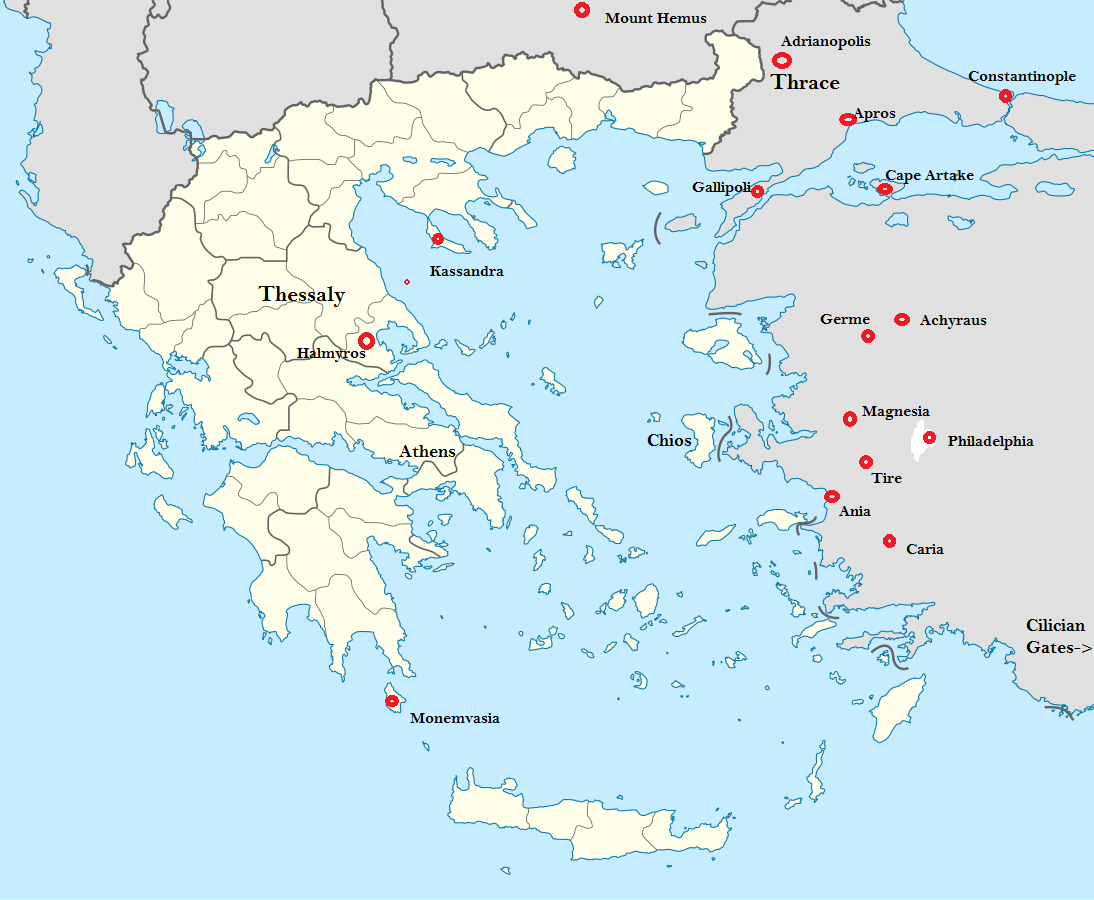
Карта з позначенням місць, що пов'язані з діяльністю Каталонської компанії

Залишивши свою здобич і невеликий гарнізон альмогаварів у Магнезії, війська Рожера де Флора прибули до міста Ніф (Німфейон), де він отримав прохання про допомогу від двох жителів міста Тіре. Виявилося, що вцілілі в битві при Олаксі османські війська  об'єдналися з військами емірату Ментеше-оглу і почали спільну атаку на Тіре. Роже де Флор розділив свої війська навпіл і наказав одній половині повернутися до Магнесії. Війська, що залишилися під командуванням де Флора, здійснили форсований марш і прибули до стін Тіре глибокої ночі, увійшовши в місто непоміченими турками, що облягали місто. Наступного ранку турки зібралися на рівнині поблизу міста, щоб підготуватись для штурму, сподіваючись на те, що Тіре боронить лише невеликий візантійський гарнізон.
Всередині Тіре Роже де Флор наказав своєму сенешалю Корбарану Алетському підготувати загін у 200 чоловік вершників та 2000 альмогаварів. Коли турки підійшли до стін, війська під проводом Корберана Алетського здійснили з міста атаку на турків, які за короткий час зазнали втрат 700 чоловік вершників і ще більше піхотинців. У паніці решта турецької кінноти втекла в гори, переслідувана кавалерією альмогаварів. Корбаран Алетський вирішив переслідувати турків, що втікали в гори, наказавши своїм кавалеристам спішитись з коней і переслідувати турків в горах пішки. У відповідь турки почали атакувати альмогаварів, мітаючи з висоти в них каміння, одне з яких убило Корберана з Алета, вдаривши його в голову в той момент, коли він зняв свій  шолом. Військо альмогаварів, вражее загибеллю свого сенешаля, припинило переслідування та повернулось до Тіре з тілом Корберана Алетського, таким чином туркам, що вижили після битви мали змогу втекти.
Коли війська повернулися до Тіре й повідомили де Флору про смерть його сенешаля, Роже наказав поховати Корберана Алетського з усіма почестями в церкві Святого Георгія, розташованій за дві ліги від міста, де йому була зроблена пишно прикрашена гробниця. Компанія залишалася в Тіре ще вісім днів.

### Прибуття Берната Рокафора
Під час битви під Тіре з Сицилійського королівства до Константинополя прибув Бернат де Рокафор. Бернат не приєднався до Компанії минулого року після того, як він відмовився прийняти умови Кальтабеллотського миру, який змусив його повернути два замки, які він завоював у Неаполітанському королівстві. Нарешті, в липні 1304 року він вирішив приєднатися до Компанії і прибув до Константинополя з 200 кавалеристами, 1000 пішими альмогаварами і 2 галерами. В місті його прийняв Андроник II, який повідомив йому, що флот Компанії знаходиться на острові Хіос. Бернат вирушив до Хіоса, де зустрів флот на чолі з Ферраном д'Онесом, і разом вони відпливли до Анії (сучасне Кушадаси). Одного разу в Анії їх прийняв Рамон Мунтанер, який супроводив Берната до Ефеса, де він зустрівся з Роже де Флором. Де Флор призначив Берната новим сенешалем Компанії (замість покійного Корбарана Алетського), видав за нього свою доньку (яка раніше була заручена з Корбараном) і надав йому 100 коней та гроші для його людей.
Потім Роже де Флор і Бернат де Рокафор пішли до Анії, перед тим стягнувши з Ефесу контрибуцію, що знову супроводжувалося численними зловживаннями та грабежами з боку альмогаварів. Після свого від'їзду Роже де Флор довірив безпеку Тіре арагонцю Дієго де Оросу з 30 кавалеристами та 100 піхотинцями.

### Битва при Анії
Зі свого боку, вцілілі війська Айдинського емірату зуміли перегрупуватися навколо Анії, налякавши населення міста. Альмогавари вирішили негайно атакувати їх і здійснили атаку у повному безладді, без наказів від жодного зі своїх капітанів. Попри безлад при організації нападу, в битві при Анії альмогавари здобули перемогу, знищивши на полі боя біля 1 тис. османських кіннотників та 2 тис. османських піхотинців.
Після цієї перемоги, капітани Компанії вирішили повернутися до східних провінцій, намагаючись здійснювати рейди на турків у внутрішніх районах Анатолії, оскільки обмежена кількість солдатів Компанії не дозволяла вести окупаційну війну.

### Битва під Кібістрою
У липні 1304 року компанія почала марш через регіони Карія та Лікаонія дорогою, якою за два століття до них йшли хрестоносці на шляху до Святої Землі. Нарешті компанія досягла Кілікійських воріт біля підніжжя Таврських гір, які відокремлювали область Кілікії від християнського королівства Малої Вірменії.
Коли кіннота просувалася, щоб розвідати землю, вона виявила в долині великий контингент османських військ (20 000 піхотинців і 10 000 кінноти). Вони були залишками попередніх поразок, перегруповані й готові влаштувати засідку на Компанію. Коли турки були виявлені, вони спустилися на рівнину, і обидві армії підготувалися до великої битви у відкритому полі біля Кібістрі (серпень 15, 1304).
Попри значну чисельну меншість, Роже де Флор вирішив не уникати бою, а особисто очолив свою кавалерію. Бернат де Рокафорт і Маруллі зробили те саме з альмогаварами, які продемонстрували великий дух, святкуючи перемогу ще до того, як вступили в бій, і виголосили свій знаменитий бойовий клич «Прокидайся, залізо, прокидайся!» в той час як вони вдаряли об землю кінчиками своїх списів.
Нарешті альмогавари кинулися назустріч турецьким військам. Спочатку турки підтвердили свою чисельну перевагу, але навіть коли битва, здавалося, змінилася на користь османів, альмогавари знову атакували та зуміли прорвати та знищити їхню лінію. Битва тривала до сутінків, поки останки османської армії не втекли, переслідувані кавалерією альмогаварів майже до світанку. Альмогавари провели ніч зі зброєю в руках, чекаючи турецької контратаки, яка так і не відбулась.
Наступного ранку Роджер де Флор почав оглядати поле битви, здивований величчю своєї перемоги. У битві загинуло не менш як 6 тис. кіннотників і 12 тис. турецьких піхотинців. Тоді альмогавари почали вигукувати про своє бажання продовжити марш через Таврські гори до Малої Вірменії та швидко відновити те, що Візантійська імперія втратила протягом багатьох століть, але їхні капітани визнали цю ідею надто авантюрною та необачною.

## Візантійська зрада і наступна каталонська помста
Після важливої перемоги під Кібістрою, Компанія вирішила повернутися до Анії на зимівлю, оскільки незнання місцевості робило наступ надто небезпечним. Грецькі історики повідомляють про численні приклади грабежів, знущань і жорстокості з боку альмогаварів, які відбулись під час цього переходу через раніше завойовані турками території, гіршими, на їхню думку, ніж ті, що відбувались під час османського ярма.

### Облога Магнесії
Однак, прибувши до Магнесії, компанія була повідомлена про жахливу подію. Місцеве населення на чолі з капітаном Аталіоте за підтримки аланів обезголовило гарнізон альмаговарів і захопила усі скарби Роже де Флора, які були залишені на зберігання в місті. Дізнавшись про це, Роже де Флор негайно взяв місто в облогу.
Але незабаром після цього облогу довелося зняти за наказом імператора Андроніка, який попросив допомоги в Компанії, щоб захистити принца Болгарії (шурина Роджера) від повстання, очолюваного його власним дядьком. Історик Никифор Грегора, однак, стверджував, що прохання імператора було приводом, щоб замаскувати неможливість Компанії зломити опір Магнезії. Тоді 500 аланів, які ще залишалися на боці Компанії, дезертирували.

### Вбивство Роже де Флора і розправа в Адріанополі
Після двох років переможних походів проти турків недисциплінованість і характер іноземної армії в центрі імперії сприймалися як зростаюча небезпека, і 4 квітня 30 1305 року син імператора Михаїл IX Палеолог наказав найманцям-аланам убити Роджера де Флора та знищити Компанію в Адріанополі, поки вони були присутні на бенкеті, організованому імператором. Під час влаштованої на бенкеті різанини загинуло близько 1000 піхотинців і 100 кавалеристів Кампанії, включно з самим Роджерем де Флором.
Після вбивства де Флора, місцеве візантійське населення повстало проти каталонців у Константинополі та вбило багатьох з них, у тому числі в казармах. Михаїл Палеолог подбав про те, щоб було вбито якомога більше каталонців, перш ніж новини дійдуть до головних сил у Галліполі. Проте деякі втекли та донесли новину про різанину до Галліполі, після чого каталонці ропочали власний масовий терор, убивши всіх місцевих візантійців. Пам'ять про ці вбивства та спустошення зберігатиметься в пам'яті населення цього регіону протягом століть, а ченці гори Афон забороняли в'їзд на їх територію громадянам Каталонії аж до 2000 року.

### Облога Галліполі
Візантійські війська, що складалися з 14 000 кавалеристів і 30 000 піхотинців, що складалися з греків, аланів і туркополів, оточили Галліполі. Беренгер д'Ентенса, новий ватажок компанії, бувши в облозі, відправив послів на Сицилію просити допомоги.
Д'Ентенса запланував набіг на Константинополь, спочатку захопивши та пограбувавши острови в Мармуровому морі, а потім вирушивши до Рекреї з 5 галерами, залишивши в Галліполі гарнізон із 206 вершників та 1256 піхотинців під командуванням Рамона Мунтанера (як капітана Галліполі) та Бернат де Рокафор (в ролі сенешаля). На зворотному шляху до Галліполі флот д'Ентенси зіткнувся з більшим флотом із 18 генуезьких кораблів. Д'Ентансу спочатку вітали на борту, але потім віроломно схопили та відвезли до генуезької фортеці в цьому районі, хоча й пізніше його відпустили.
Невеликі сили, що залишилися в Галліполі, все ж погодилися захищати це місце та свою честь до смерті та пробити діри в кораблях, що залишилися, щоб переконатися, що втечі немає. 21 червня 1305 року вони вирушили назустріч візантійській армії та билися з такою лютістю, що повністю розгромили їх, убивши багато тисяч ворогів і втративши лише кількох людей.

### Битва під Апросом
Потім каталонська компанія рушила до Фракії, залишивши кілька сімей у Галліполі. Після трьох днів маршу вони натрапили біля Апросу на візантійську армію з 6000 кінноти та ще більше піхоти під командуванням сина імператора Михаїла.
Каталонські сили вишикувалися перед візантійською армією, яка включала великий контингент аланів, а також багато туркополів. Попри чисельну перевагу імперської армії, алани відступили після першої атаки, після чого на каталонців напали загони туркополів. Каталонці завдали значних втрат і навіть князь Михаїл був поранений і змушений був залишити поле, а за ним і його військо. Каталонці виграли день, але спали зі зброєю в руках на випадок візантійської контратаки.
Коли 60 каталонських полонених в Адріанополі почули про перемогу, вони вирішили втекти, але змогли лише піднятися на дах вежі. Зрештою місцеве населення було змушене підпалити вежу, в якій загинула більшість каталонців. На тих, хто стрибав униз накидався натовп.

### Панування над Фракією
Каталонці продовжували спустошувати Фракію протягом двох років, чому сприяло повернення Феррана Ексіменіса д'Ареноса, за допомогою якого вони захопили кілька міст.

### Битва на горі Гемус
Компанія вирішила напасти на плем'я, знане як магасети, яке базувалось поблизу гори Гемус і було причетне до вбивства Роджера де Флора. Для підготовки до битви, Компанія вивела гарнізони з окупованих нею міст Фракії, таких як Пасія, Модіко та Родесто. Гарнізон, що охороняв жінок та обоз було залишено лише в Галліполі і основна маса каталонців вирушила на пошуки магасетів. Через кілька днів вони знайшли їх і нарахували 3000 кавалерії та 6000 піхоти плюс їхній обоз.
Битва відбулася наступного дня на рівнині біля підніжжя гори Гемус, де магасети зробили оборонну стіну зі своїх возів. Знову переважаюча каталонська кавалерія та піхота здолали ворога, убивши їх генерала Грегоріо. З 9000 бійців магасетів вижило лише 300. Жінки й діти марно намагалися втекти на втомлених конях.

## Внутрішні протистояння і кінець Компанії

### Внутрішній поділ

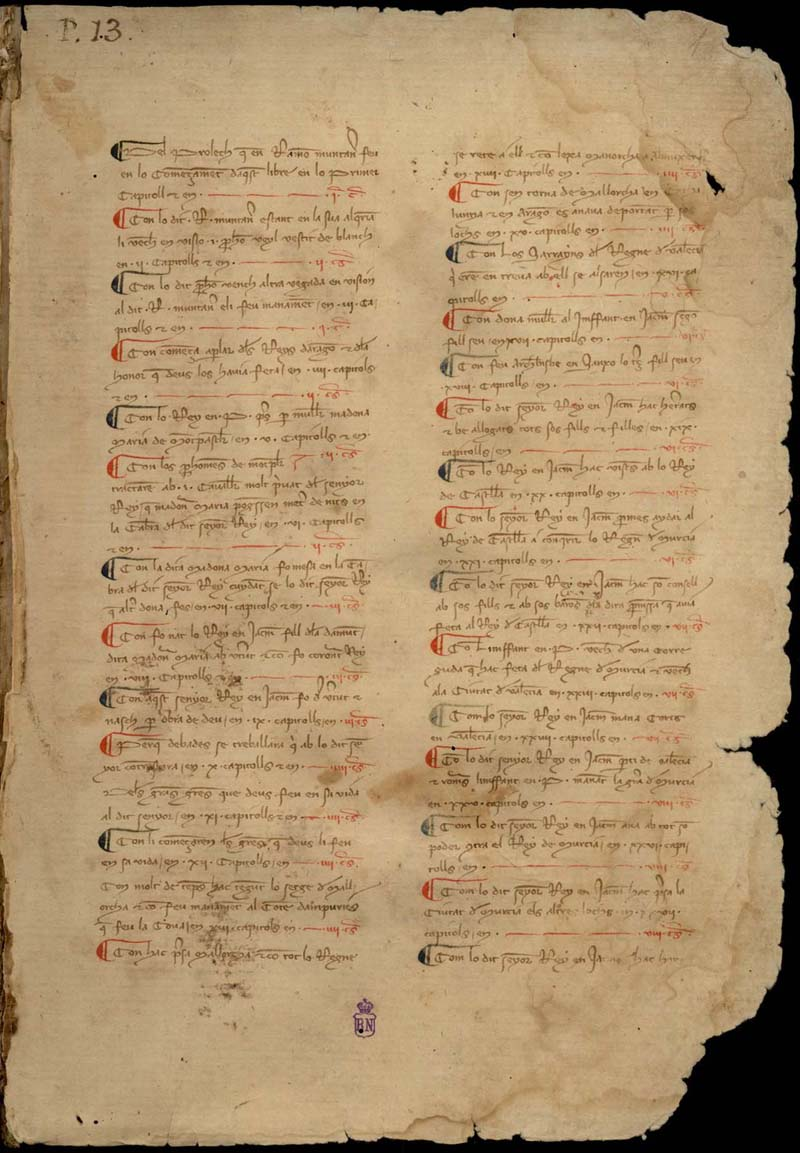
Хроніка Рамона де Мунтанера, в якій детально описано історію Великої Каталонської компанії

Згодом Каталонська компанія пережила період внутрішнього протистояння, спровокованого суперечками та інтересами іноземних держав, які прагнули її контролювати. Так, Фредерік III Сицилійський призначив інфанта Феррана Майоркського до Галліполі капітаном Компанії. Цей крок був оскаржений Бернатом де Рокафором, тоді як інші, такі як Беренгер д'Ентенса та Ферран Ейксіменіс д'Аренос, прийняли це призначення. Боротьба закінчилася смертю Беренгера д'Ентенса та залишенням Компанії принцом Ферраном Майоркським та Ферраном д'Аренос, після чого фактичним головою Компанії залишився Рокафорт. Хронікер Рамон Мунтанер також тоді залишив Компанію і пізніше описав її історію в своїй хроніці.
Після цього періоду внутрішньої боротьби Бернат де Рокафор запропонував послуги компанії Карлу Валуа, щоб посилити його претензії на території Візантійської імперії. 1309 року Тібо де Шепуа, представник Карла Валуа, наказав заарештувати Берната де Рокафора і відправив його до Неаполя, де він того ж року помер від голоду.

### Перехід до Греції
До 1308 року ресурси Галліпольського півострова були вичерпані, і Компанія попрямувала на захід до Греції, відновивши свою позицію на півострові Кассандра в Халкідіки. Звідти вони напали і пограбували місцевість, включаючи монастир на горі Афон. Не маючи змоги захопити Фессалоніки, вони рушили далі на захід і південь, до 1309 року досягнувши регіону Фессалії, на території сучасної центральної Греції.

### Битва під Халмиросом
У 1310 році новий лідер Компанії Рожер Деслор запропонував свої послуги Афінському герцогу Готьє  V Брієннському і менш ніж за рік очистив герцогство від усіх його ворогів. Однак герцог не заплатив узгоджену суму за їхні послуги, що викликало гнів Компанії. Компанія вирішила оголосити війну герцогу і зустріла його в битві при Халмиросі 15 березня 1311 року. Сама битва стала вирішальною останньою перемогою для каталонців, попри те, що їх чисельно переважали франкські війська Афінського герцогства, які включали 700 лицарів. Готьє V і більшість його лицарів були вбиті, залишивши Афіни на милість Компанії.

### Афінське та Неопатрійське герцогства
За короткий проміжок часу Компанія взяла під свій контроль не тільки Афінське герцогство, але й розширила свої володіння до міста Фіви та області Фессалії, заснувавши тут Неопатрійське герцогство зі столицею в місті Неопатри, де вони також утвердилися як феодали. 1312 року вони прийняли верховенство Сицилійського королівства, яке саме було частиною Арагонської Корони та прийняли нову печатку з головою Святого Георгія. Оскільки Каталонська компанія незаконно заволоділа герцогствами від імені Арагонської Корони, Папа зажадав від Компанії повернути території законним спадкоємцям, а після відмови, у 1318 році відлучив її членів від церкви.
Обидва герцогства залишалися в руках Великої Компанії як васали Арагонської Корони до 1388—1390 років, коли вони зазнали поразки від Наваррської компанії під командуванням Педро де Сан-Суперано, Хуана де Уртубія та флорентійських військ Неріо I Аччаюолі з Коринфа. Нащадки останнього потім контролювали герцогства до 1456 року, коли вони були завойовані Османською імперією. На той час Велика Каталонська компанія припинила своє існування.